# 9 Lyncis
9 Lyncis är en gulvit stjärna i stjärnbilden Lodjuret.
9 Lyncis har visuell magnitud +6,56 och kräver fältkikare för att kunna observeras. Den befinner sig på ett avstånd av ungefär 275 ljusår.